# Storthosphaera
Storthosphaera, en ocasiones erróneamente denominado Arstorthosphaerum, es un género de foraminífero bentónico de la subfamilia Stegnammininae, de la familia Stegnamminidae, de la superfamilia Psammosphaeridae, del Suborden Saccamminina y del orden Astrorhizida. Su especie tipo es Storthosphaera albida. Su rango cronoestratigráfico abarca desde el Tournaisiense (Carbonífero inferior) hasta la Actualidad.

## Discusión
Clasificaciones previas incluían Storthosphaera en la subfamilia Psammosphaerinae, de la familia Psammosphaeridae, de la superfamilia Astrorhizoidea, así como en el suborden Textulariina del orden Textulariida.

## Clasificación
Storthosphaera incluye a las siguientes especies:
- Storthosphaera albida
- Storthosphaera elongata
- Storthosphaera fusiformis
- Storthosphaera impudica
- Storthosphaera malloryi